# 智頭駅

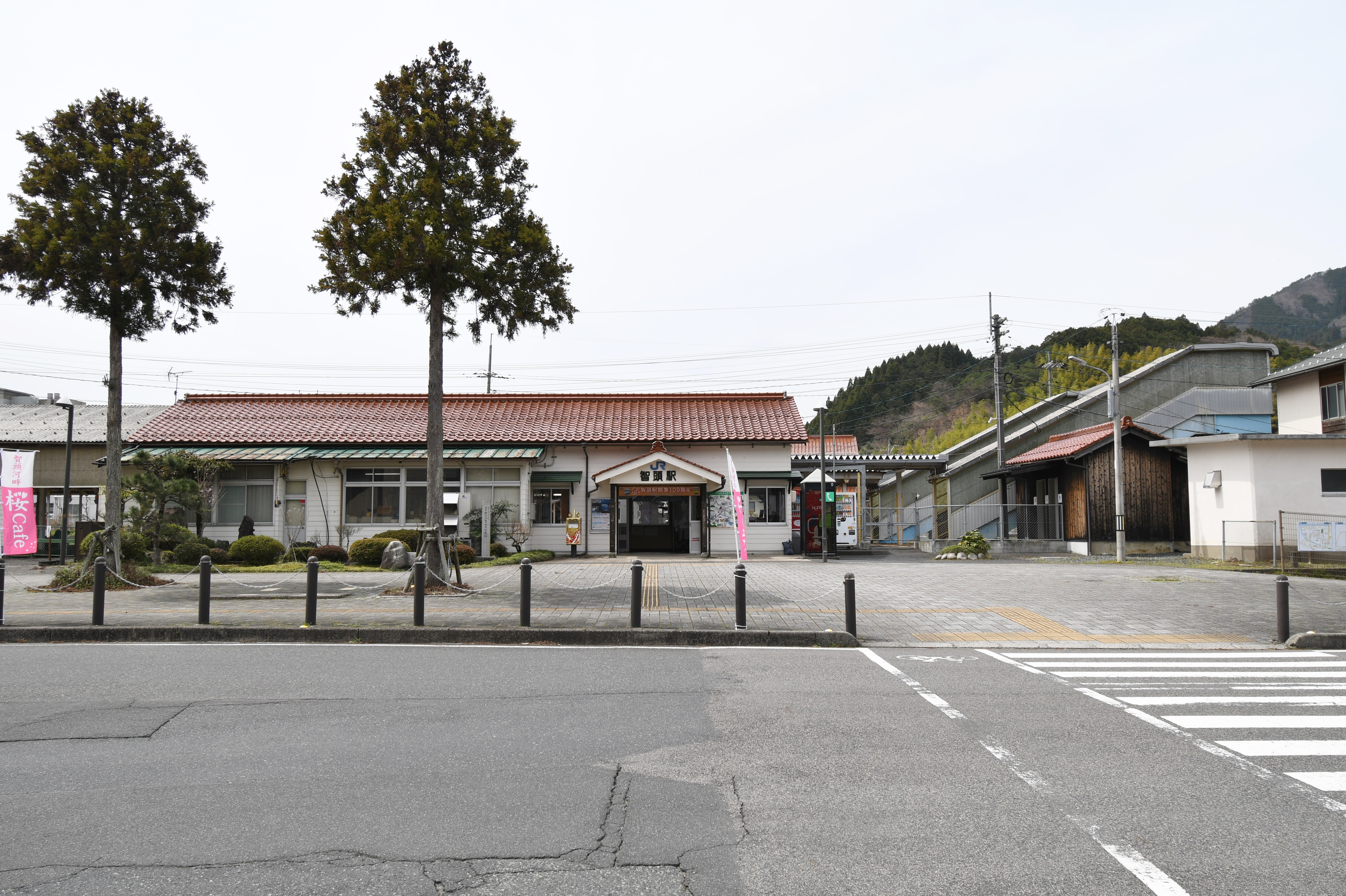
JR智頭駅（2024年4月）

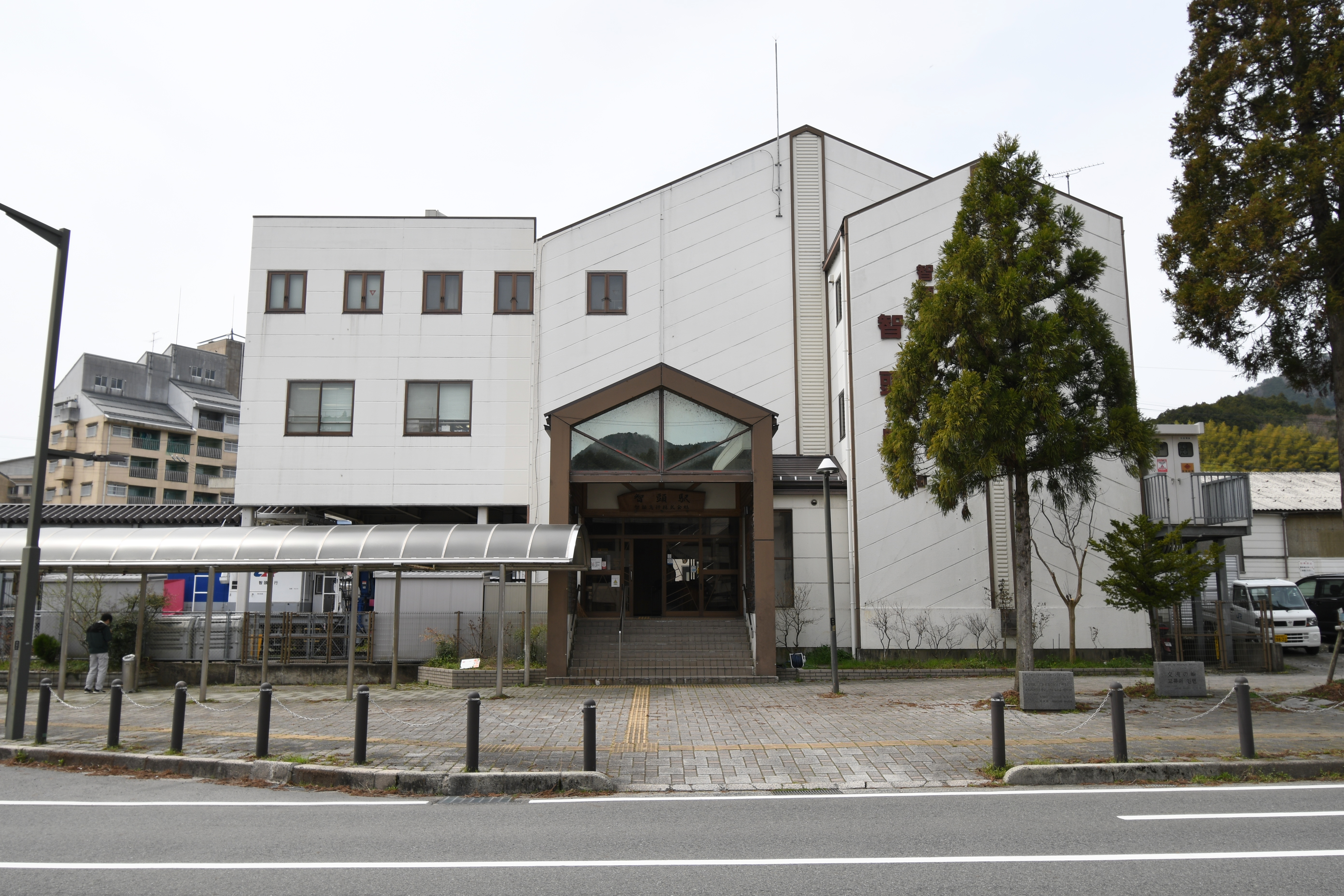
智頭急行智頭駅（2024年4月）

智頭駅（ちずえき）は、鳥取県八頭郡智頭町にある西日本旅客鉄道（JR西日本）・智頭急行の駅である。
町名は「ちづ」だが、駅名は所在地である大字智頭と同じ「ちず」である。

## 乗り入れ路線
JR西日本の因美線と、智頭急行の智頭線が乗り入れ、接続駅となっている。智頭線は当駅が終点であるが、すべての特急と一部の普通列車は、JR因美線鳥取方面へ直通運転する。

## 歴史
- 1923年（大正12年）6月5日：国有鉄道因美線の用瀬駅 - 当駅間延伸時に開業。当初は終着駅であった[1]。
- 1928年（昭和3年）3月15日：因美南線開業に合わせ、因美線が因美北線に改称され、当駅もその所属となる[2]。
- 1932年（昭和7年）7月1日：当駅から因美南線美作河井駅まで路線延伸。これをもって鳥取駅 - 津山駅間が全通したため、因美北線は現在の因美線の一部となり、当駅もその所属となる[3]。
- 1982年（昭和57年）3月5日：貨物の取り扱いを廃止[4]。
- 1985年（昭和60年）3月14日：荷物扱い廃止[4]。
- 1987年（昭和62年）4月1日：国鉄分割民営化により、JR西日本の駅となる[4]。
- 1994年（平成6年）12月3日：智頭急行智頭線開業により智頭急行の駅が新設され、乗換駅となる[5][6]。
- 2020年（令和2年）4月1日：智頭急行智頭駅にて、クレジットカード及び電子マネー等での決済サービスを開始[7]。
- 2023年（令和5年）6月5日：開業100周年を迎える。これに併せてJR西日本は記念入場券を数量限定で発売し[8]、同年7月30日に記念式典が開かれた[9][10][11][12]。
- 2025年（令和7年）
  - 2月16日：みどりの窓口の営業を終了[13]。
  - 2月17日：みどりの券売機プラスを導入[13]。
  - 6月1日：無人化[注 1][14]。

## 駅構造
以下、ホームについてはJR西日本管轄部分が「○番のりば」、智頭急行管轄部分が「○番線」と案内されるため、本項でもこれに従う。
JR因美線は単式・島式2面3線、智頭急行智頭線は頭端式1面2線のホームを持つ地上駅。駅舎はJRと智頭急行で別々に設置されており、構内でつながっている。ホーム間の連絡は跨線橋を使う。木造駅舎を有する。
ホームは駅舎側からJRのホームが1 - 3番のりば、智頭急行のホームが2 - 1番線となっている。智頭線 - JR線の直通列車はすべてJRホームから発着する。1番線側に智頭急行乗り場がある。自動改札機は設置されておらず、ICOCAなどのICカードは利用できない。ただし智頭急行の窓口で電子マネーとしての決済は可能である（チャージ不可）。

### のりば
| JR線のりば     | JR線のりば  | JR線のりば  | JR線のりば                 | JR線のりば                                   |
| のりば         | 路線        | 方向        | 行先                       | 備考                                         |
| -------------- | ----------- | ----------- | -------------------------- | -------------------------------------------- |
| 1              | ■智頭線経由 | ■智頭線経由 | 上郡・大阪・京都・岡山方面 | 因美線からの直通、特急列車はすべてこのホーム |
| 2・3           | 因美線      | 上り        | 鳥取・倉吉方面             | 一部1番のりば                                |
| 2・3           | 因美線      | 下り        | 津山方面                   |                                              |
| 智頭急行のりば |             |             |                            |                                              |
| 番線           | 路線        | 路線        | 行先                       | 備考                                         |
| 1・2           | ■智頭線     | ■智頭線     | 上郡方面                   | 当駅始発の普通列車                           |

付記事項
- JR1番のりば（因美線下り本線）は鳥取方面からのみ進入可能で、智頭線を含めた3方向すべてへ出発可能。JR2番のりば（因美線上り本線）は津山方面・上郡方面からの進入に対応し、出発は津山方面と鳥取方面の2方向のみに対応。JR3番のりば（因美線上下副本線）は智頭線を含めた3方向の入線・出発にいずれも対応。智頭1・2番線は頭端式で、上郡方面からの折り返し列車のみに対応する。智頭線の本線は智頭1番線である。
- 因美線と智頭急行線を直通する列車はすべて、上郡方面はJR1番のりば、鳥取方面がJR2番のりばを使用する。また、因美線系統の津山方面・鳥取方面行きは2・3番のりば（鳥取方面行きで一部の当駅始発は1番のりば）を使用する。

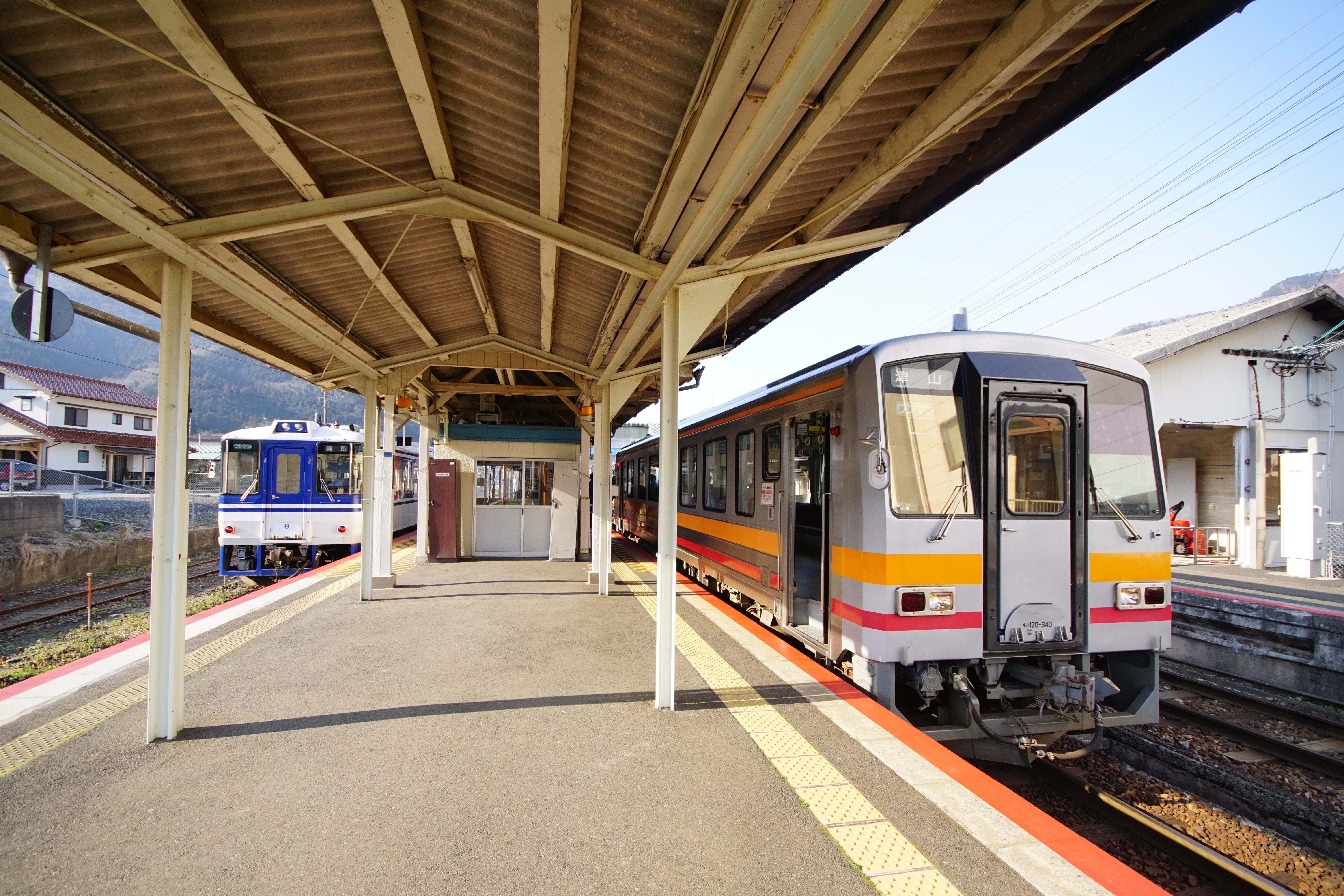
JR智頭駅ホーム（2017年4月）
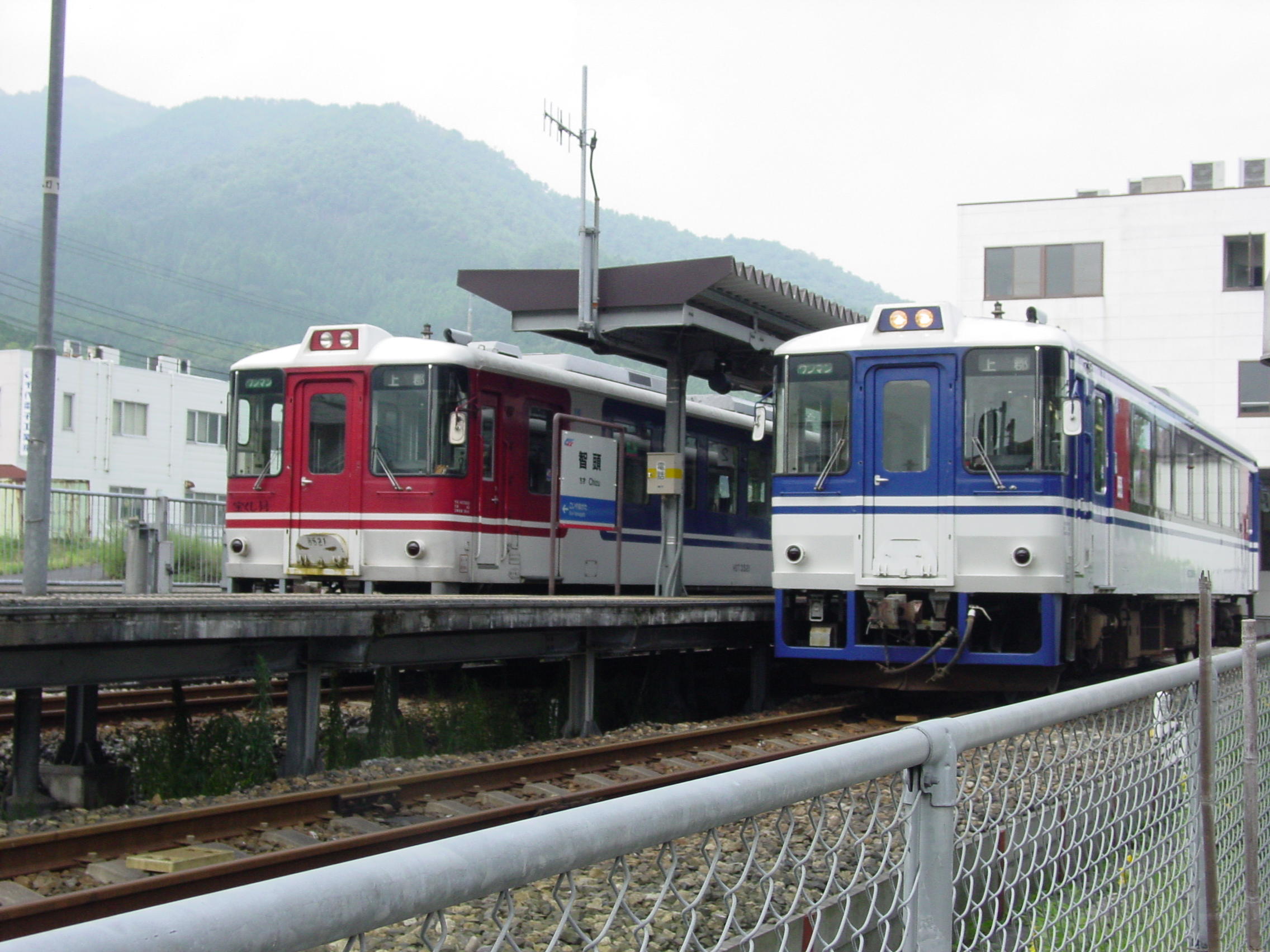
智頭急行線ホーム（2005年8月）

### 駅構内の施設

#### JR
- みどりの券売機プラス

#### 智頭急行
- 智頭急行運輸部

## 利用状況
| 1日平均乗降人員推移 | 1日平均乗降人員推移 | 1日平均乗降人員推移 |
| 年度                | JR西日本            | 智頭急行            |
| ------------------- | ------------------- | ------------------- |
| 2011年（平成23年）  | 2,844               | 64                  |
| 2012年（平成24年）  | 2,895               |                     |
| 2013年（平成25年）  | 2,918               | 126                 |
| 2014年（平成26年）  | 2,852               |                     |
| 2015年（平成27年）  | 2,938               | 119                 |
| 2016年（平成28年）  | 2,908               |                     |
| 2017年（平成29年）  | 2,911               | 118                 |
| 2018年（平成30年）  | 2,760               |                     |
| 2020年（令和2年）   | 1,268               | 55                  |

## 駅周辺
- 智頭町役場
- 智頭警察署
- 智頭町観光案内所・智頭町観光協会

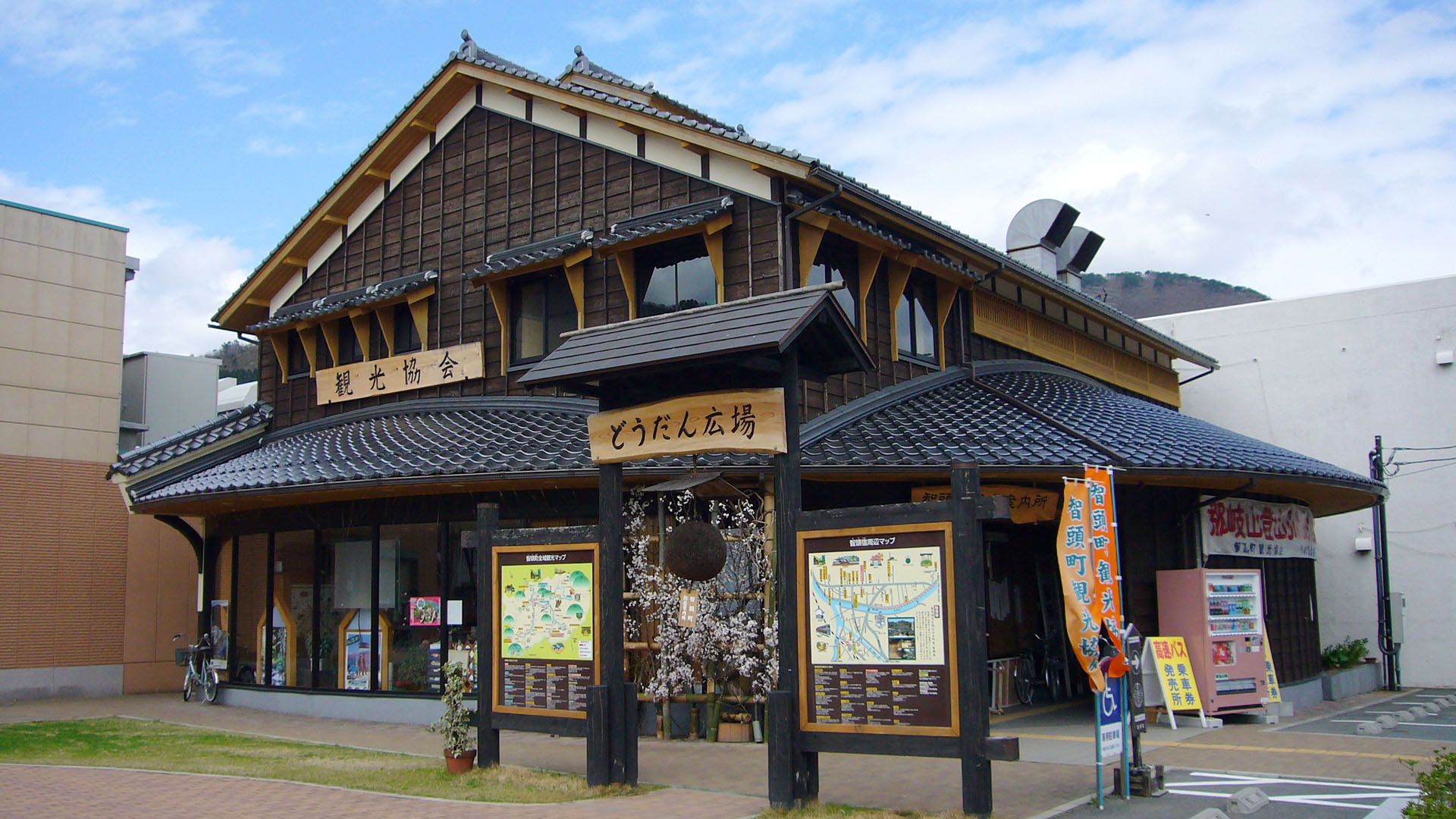
駅前にある智頭観光案内所

- 智頭町保健・医療・福祉総合センター ほのぼの
  - 国民健康保険智頭病院
  - 特別養護老人ホーム智頭心和苑
  - 智頭町保健センター
  - 智頭町立学校給食センター
- ikari RAKUSUI - いかりスーパーマーケットの子会社が運営する。
- エスマートちづ店（旧トスク）
- 智頭郵便局
- 鳥取銀行 智頭支店
- 山陰合同銀行 智頭支店
- 鳥取信用金庫 智頭支店
- JA鳥取いなば 智頭支店
- 智頭急行本社
- 鳥取県立智頭農林高等学校
- 智頭町立智頭中学校
- 智頭町立智頭小学校
- 智頭宿
- 国道53号
- 国道373号
- 鳥取県道6号津山智頭八東線

## バス路線
バスのりばは智頭急行駅舎南側に「智頭駅前」停留所がある。
- 日ノ丸自動車（日ノ丸バス）
  - 91・91H：鳥取駅
- のりりん（乗合タクシー）
  - 智頭町内各方面（区域運行）

## 隣の駅
西日本旅客鉄道（JR西日本）
 因美線
- 特急「スーパーはくと」「スーパーいなば」停車駅

■快速
智頭駅 - 土師駅
■普通
因幡社駅 - 智頭駅 - 土師駅
智頭急行
■智頭線
- 特急「スーパーはくと」「スーパーいなば」停車駅

■普通（一部は因美線へ直通）
恋山形駅 - 智頭駅 （- 因幡社駅）